# 스타팅 피스톨

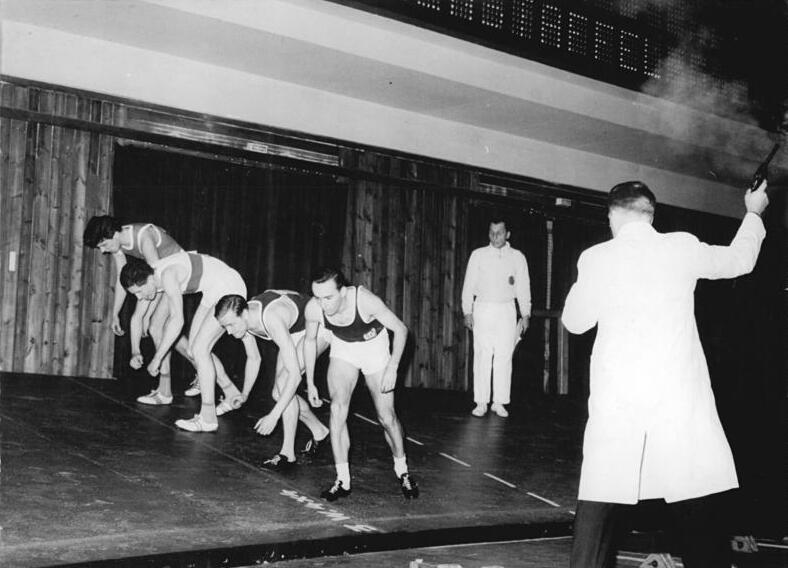
1961년 육상경기에 사용 중인 스타팅 피스톨

스타팅 피스톨(starting pistol), 스타터 피스톨(starter pistol), 출발 신호용 피스톨은 공포탄 권총이거나, 최근에는 육상 경기뿐 아니라 일부 수영 경기를 시작하기 위해 발사되는 사운드 시스템에 연결된 버튼이 있는 전자 장난감 총 또는 장치이다. 전통적인 스타팅 피스톨은 먼저 광범위하게 수정하지 않으면 실제 탄알을 발사할 수 없다. 공포탄이나 캡(cap)은 발사체 방출을 방지하는 데 사용되며 발사 시 소량의 연기만 볼 수 있다. 대부분의 경우 복제본을 수정하려는 시도는 불법이다.
스타팅 피스톨에는 총알을 발사할 수 없는 표준 권총의 수정된 버전도 포함될 수 있으며, 가장 일반적으로 총열에 장애물을 용접하여 얻을 수 있다. 요즘에는 특히 서구 국가에서는 이런 일이 흔하지 않는다. 전자 타이밍을 사용하는 경우 센서가 총에 부착되어 발사 시 타이밍 시스템에 전자 신호를 보내는 경우가 많다. 청각 장애가 있는 참가자나 최신 전자 시스템의 경우 전자 장난감 총은 조명 신호를 보내며 일부 이벤트에서는 조명 시스템을 사용한다.

## 같이 보기
- 디스커버리 (기업)
- 스타팅 블록
- 애덤 앤트